# Fire and Water
Fire and Water ist das dritte Studioalbum der britischen Bluesrockband Free, das im Juni 1970 erschien und den kommerziellen Durchbruch der Band darstellt.

## Entstehung und Veröffentlichung
Im Sommer 1969 waren Free Vorgruppe für Blind Faith auf deren US-Tournee, dessen letzter Konzerttermin im Madison Square Garden stattfand. Im Anschluss konnte die Band im Ungano Club in New York City für eine Woche auftreten. Wieder nach England zurückgekehrt, fanden im Frühjahr 1970 die Tonaufnahmen in den Trident Studios in London statt und die Abmischung wurde in den Island Sound Studios vorgenommen.
Die Erstveröffentlichung von Fire and Water erfolgte am 26. Juni 1970 bei Island Records. Das Album erschien in seiner Originalausführung als LP mit sieben Titeln (Katalognummer: ILPS 9120). Am 22. Oktober 2001 erschien eine remasterte CD-Ausführung mit sechs Bonustiteln (Katalognummer: IMCD 284 / 586 227-2), den sogenannten „Additional Recordings“. Durch den Erfolg des Albums konnte Free beim Isle of Wight Festival 1970 vor rund 600.000 Menschen auftreten.
Geschrieben wurden alle Lieder gemeinsam von den Free-Mitgliedern Andy Fraser und Paul Rodgers, lediglich bei Oh I Wept bekam Rodgers Unterstützung durch Bandkollegen Paul Kossoff, anstelle von Fraser. Bei Mr. Big bekamen Fraser und Rodgers Unterstützung von Kossoff und dem vierten Bandmitglied Simon Kirke. Für die Produktion aller Lieder zeichneten alle Free-Mitglieder sowie John Kelly verantwortlich.

## Stil
Im Gegensatz zum klassischen Blues des Debütalbums zeigt die Gruppe hier schlichte Rockmusik, die später als Classic Rock bezeichnet werden sollte.

## Titelliste

### Original
Seite 1
1. Fire and Water (Andy Fraser, Paul Rodgers) – 3:42
2. Oh I Wept (Paul Kossoff, Rodgers) – 4.25
3. Remember (Fraser, Rodgers) – 4:25
4. Heavy Load (Fraser, Rodgers) – 5:19

Seite 2
1. Mr. Big (Fraser, Kossoff, Rodgers, Simon Kirke) – 5:54
2. Don`t Say You Love Me (Fraser, Rodgers) – 6:02
3. All Right Now (Fraser, Rodgers) – 5:32

Bonustitel (Remastering Edition)
1. Oh I Wept (Alternate Vocal Take) – 4:22
2. Fire and Water (New Stereo Mix) – 4:24
3. Fire and Water (BBC Session) – 3:08
4. All Right Now (BBC Session) – 5:29
5. All Right Now (Single Version) – 4:18
6. All Right Now (First Version) – 3:31[5]

### Deluxeversion (2012)
| CD 1 1. Fire and Water 2. Oh I Wept 3. Remember 4. Heavy Load 5. Mr. Big 6. Don’t Say You Love Me 7. All Right Now 8. Fire and Water (BBC Session) 9. Mr. Big (BBC Session) 10. All Right Now (BBC Session) 11. Remember (BBC In Concert) 12. Mr. Big (BBC In Concert) 13. Don’t Say You Love Me (BBC In Concert) 14. All Right Now (BBC In Concert) | CD 2 1. Fire and Water (US Album Mix) 2. Oh I Wept (Alternative Vocal Version) 3. Remember (New Mix) 4. Don’t Say You Love Me (New Mix) 5. All Right Now (First Version) 6. All Right Now (Single Version) 7. Fire and Water (Backing Track) 8. Fire and Water (Alternate Stereo Mix) 9. Fire and Water (Live) 10. Don’t Say You Love Me (Live) 11. Mr. Big (Live) 12. All Right Now (Live) 13. Mr. Big (Live) 14. All Right Now (Take 1) 15. All Right Now (Take 2) 16. All Right Now (Take 3) |

Die Lieder Nr. 1 bis Nr. 7 der ersten CD sind das Originalalbum von 1970. Die Lieder Nr. 9 bis Nr. 11 der zweiten CD wurden live in den Fairfield Halls Croydon aufgenommen und die Songs Nr. 12 und Nr. 13 in Sunderland Locarno Fillmore North. Die Tracks Nr. 14 bis Nr. 16 sind bisher unveröffentlichte Aufnahmen.

## Besetzung
- Andy Fraser – Bass, Klavier
- Simon Kirke – Schlagzeug
- Paul Kossoff – Gitarre
- Paul Rodgers – Gesang

## Singleauskopplungen
| Jahr | Titel                        | Höchstplatzierung, Gesamtwochen, AuszeichnungChartplatzierungen (Jahr, Titel, , Platzierungen, Wochen, Auszeichnungen, Anmerkungen) | Höchstplatzierung, Gesamtwochen, AuszeichnungChartplatzierungen (Jahr, Titel, , Platzierungen, Wochen, Auszeichnungen, Anmerkungen) | Höchstplatzierung, Gesamtwochen, AuszeichnungChartplatzierungen (Jahr, Titel, , Platzierungen, Wochen, Auszeichnungen, Anmerkungen) | Höchstplatzierung, Gesamtwochen, AuszeichnungChartplatzierungen (Jahr, Titel, , Platzierungen, Wochen, Auszeichnungen, Anmerkungen) | Höchstplatzierung, Gesamtwochen, AuszeichnungChartplatzierungen (Jahr, Titel, , Platzierungen, Wochen, Auszeichnungen, Anmerkungen) | Anmerkungen                        |
| Jahr | Titel                        | DE | AT | CH | UK | US | Anmerkungen                        |
| ---- | ---------------------------- | --- | --- | --- | --- | --- | ---------------------------------- |
| 1970 | All Right Now Fire and Water | DE5 (20 Wo.)DE | AT6 (17 Wo.)AT | CH4 (13 Wo.)CH | UK2 Platin · (44 Wo.)UK | US4 (16 Wo.)US | Erstveröffentlichung: 15. Mai 1970 |

## Rezensionen
- Der Musikjournalist Robert Christgau schrieb, die Band habe sich innerhalb von drei Alben vom durchtränkten Blues zum unprätentiösen Rock gewandelt. Der Höhepunkt sei das knochenbrechende All Right Now, gefolgt von Mr. Big (Namenspate für die Band Mr. Big) und Fire and Water. In der Bewertung bekam das Album ein B.[8]
- Bei Allmusic schrieb Matthew Greenwald, wenn es Fleetwood Mac, Humble Pie oder Foghat nie gegeben hätte, würde man Free als großartigste Bluesrockband der Post-Beatles-Ära ansehen und Fire and Water zeige warum. Von Kossoffs geschmackvollem Gitarrenspiel bis zum gefühlvollen Gesang Rodgers sei die Band den Mantel wert, den vorher Cream, Blind Faith oder Derek and the Dominos getragen hätten. In der Bewertung erhielt das Album viereinhalb von fünf Sternen.[9]
- Auf sputnikmusic schrieb Robert Davis, das Album sei der entscheidende Moment in der Karriere der Gruppe und habe sie sofort wiedererkennbar gemacht. Auf Fire and Water zeige sich präzises Songwriting und noch präziseres musikalisches Handwerk, außerdem sei das bekannteste Lied der Gruppe All Right Now enthalten. In der Bewertung erhielt die Veröffentlichung vier von fünf Punkten.[10]

## Chartplatzierungen
Fire and Water avancierte mit Rang zwei zum Top-10-Erfolg im Vereinigten Königreich. Darüber hinaus erreichte es Chartplatzierungen in den Vereinigten Staaten (Rang 17), Norwegen (Rang 19) und Deutschland (Rang 30).
| ChartsChartplatzierungen       | Höchstplatzierung | Wochen |
| ------------------------------ | ----------------- | ------ |
| Deutschland (GfK)              | 30 (20 Wo.)       | 20     |
| Vereinigte Staaten (Billboard) | 17 (27 Wo.)       | 27     |
| Vereinigtes Königreich (OCC)   | 2 (18 Wo.)        | 18     |

## Coverversionen
Neben weiteren Bands coverten Wilson Pickett 1971 und The Answer 2011 auf Revival das Lied Fire and Water. Mr.Big wurde unter anderem von Gov’t Mule 1995 auf ihrem Debütalbum und von Mr. Big 1993 auf Bump Ahead neu eingespielt.